# Церковь Павла Таганрогского (Матвеев Курган)
Церковь Павла Таганрогского — церковь в селе Матвеев Курган Матвеево-Курганского района Ростовской области. Относится к Ростовской и Новочеркасской епархии Матвеево-Курганское благочиние Русской Православной церкви.
Адрес храма: Россия, 346970, Ростовская область, Матвеево-Курганский район, пос. Матвеев Курган, ул. Садовая, дом 2, строение В.

## История
В 1999 году жители посёлка Матвеев Курган обратились за благословением к архиепископу Ростовскому Пантелеимону (Долганову) на проведение учредительного приходского собрания. Получив благословление, в том же году благочинным Матвеево-Курганского округа протоиереем Николаем Чернявским было проведено собрание, образовался приход.
Небесным покровителем прихода стал прославленный в том же году святой Русской Православной церкви блаженный Павел Таганрогский. В то время богослужения проходили в здании бывшего летнего кинотеатра, который за неимением зрителей поселковая администрация отдала для нужд прихода. Кинотеатр был переоборудован под молитвенный дом.
В 2000 году архиепископ Пантелеимон по просьбе ветеранов Великой Отечественной войны Матвеево-Курганского района, благословил называть будущую церковь храмом в память Победы на Миус-фронте в годы Великой Отечественной войны, в воспоминание о 800 тысячах воинов, погибших на Южном фронте в годы Великой Отечественной войны.
В 2003 году ветеранские организации Матвеево-Курганского, Куйбышевского, Неклиновского районов и казаки Матвеево-Курганского юрта провели объединительное собрание, в ходе которого была образована инициативная группа, занимающаяся вопросами строительства храма-памятника. В том же году был создан проект церкви и пройдена его Государственная вневедомственная экспертиза. Строительство храма началось в 2003 году.
Строительные работы проводились усилиями местных жителей, предпринимателей соседних районов, городов Ростова-на-Дону и Таганрога. Храм строился долго. В ходе строительства в храме было пущено газовое отопление, отделан цокольный этаж храма и др. В 2011 году проходила отделка стен и цоколя храма, смонтирована водосточная система. 1 мая 2015 года на храм водрузили купола и крест.
Новый митрополит Ростовский Меркурий (Иванов) благословил установить в храме мемориальные доски с именами погибших в годы войны, на территории храма построить часовню-усыпальницу для временного захоронения останков воинов. В Ростовской области ежегодно поисковые отряды поднимают с полей от 300 до 500 останков погибших воинов.
14 февраля 2016 года митрополит Ростовский Меркурий совершил освящение церкви во имя праведного Павла Таганрогского.
В настоящее время при храме была создана воскресная школа, выпускается приходская газета «Слово».

## Священнослужители
Иерей Евгений Зайцев

## Святыни
Икона с частицей мощей Павла Таганрогского.